# Epische heavy metal
Epische heavy metal (Engels: epic metal of warmetal) is heavy metal met verhalende teksten gebaseerd op fantasyboeken en -films, mythen, legenden, sagen of verhalen over veldslagen en oorlogen. Epische heavy metal wordt veel gespeeld door powermetalbands. Een van de bekendste vertolkers is Iron Maiden.
Binnen de hardrock bestaat de variant epische hardrock.